# Штаде (район)
Штаде (нім. Stade) — район у Німеччині, у складі федеральної землі Нижня Саксонія. Адміністративний центр — місто Штаде.

## Населення
Населення району становить 206 496 осіб (станом на 31 грудня 2021).

## Адміністративний поділ
Район складається з двох міст і двох самостійних громад (нім. Einheitsgemeinden), а також 36 громад, об'єднаних у 8 об'єднань громад (нім. Samtgemeinden).
Дані про населення наведені станом на 31 грудня 2021.
| Самостійні міста і громади: 1. Букстегуде (місто) (40139) 2. Дрохтерзен (11086) 3. Йорк (12085) 4. Штаде (місто) (47579) Об'єднання громад: Зірочками (*) позначені центри об'єднань громад. - 1. Апензен (9813) 1. Апензен * (4467) 2. Бекдорф (2782) 3. Зауензік (2564) - 2. Фреденбек (13114) 1. Дайнсте (2150) 2. Фреденбек * (6335) 3. Кутенгольц (4629)                                              | |
| - 3. Гарзефельд (22778) 1. Алерштедт (5545) 2. Баргштедт (2070) 3. Брест (785) 4. Гарзефельд * (14378) - 4. Горнебург (13717) 1. Агатенбург (1355) 2. Блідерсдорф (1820) 3. Доллерн (2220) 4. Горнебург * (6721) 5. Ноттенсдорф (1601) - 5. Люге (10078) 1. Грюнендайх (1861) 2. Гудергандфіртель (1057) 3. Голлерн-Твіленфлет (3404) 4. Міттельнкірхен (1110) 5. Ноєнкірхен (849) 6. Штайнкірхен * (1797) | - 6. Нордкедінген (7337) 1. Бальє (937) 2. Фрайбург * (1856) 3. Круммендайх (469) 4. Едеркварт (1046) 5. Вішгафен (3029) - 7. Ольдендорф-Гіммельпфортен (18770) 1. Бурвег (1005) 2. Дюденбюттель (1026) 3. Енгельшофф (756) 4. Есторф (1452) 5. Гросенверден (462) 6. Гамма (3165) 7. Гайнбоккель (1459) 8. Гіммельпфортен * (5613) 9. Краненбург (771) 10. Ольдендорф (3061) |